# Dualchi
Dualchi (sardinsky: Duàrche) je italská obec (comune) v provincii Nuoro v regionu Sardinie. Nachází se ve výšce 321 metrů nad mořem a má 574 obyvatel. Rozloha obce je 23,41 km².